# Ojajärvi (sjö i Lappland)
Ojajärvi är en sjö i Finland. Den ligger i kommunen Ranua i landskapet Lappland, i den norra delen av landet, 600 km norr om huvudstaden Helsingfors. Ojajärvi ligger 178 meter över havet. Den ligger vid sjön Saarijärvi. Arean är 1,24 kvadratkilometer och strandlinjen är 6,3 kilometer lång. Sjön  ingår i Ijo älvs huvudavrinningsområde. 
I övrigt finns följande vid Ojajärvi:
- Saarijärvi (en sjö)
- Hietajärvi (en sjö)